# Microsoft Outlook
Microsoft Outlook (engl. [ˈmaɪ.kɹoʊ.sɒft ˈaʊtˌlʊk]) ist eine weit verbreitete Software des Unternehmens Microsoft zum Empfangen und Versenden von E-Mails sowie zum Verwalten von Terminen, Kontakten, Aufgaben und Notizen (Personal Information Manager). Sie läuft auf den Betriebssystemen Windows und macOS und ist in der mobilen Version als App für Android und iOS verfügbar.
Outlook ist primär der Client zum Exchange Server, ein Einsatz ohne Exchange ist aber auch möglich. Erstmals erschien es 1997 im Zusammenhang mit Microsoft Exchange Server 5.5, wo es den „Exchange Client“, der bis Exchange Server 5.0 noch ausgeliefert wurde, sowie Schedule+ vereinte und ersetzte. Durch die starke Integration in Microsoft Office kann Outlook auch als Teil des Office-Pakets von Microsoft angesehen werden und wird auch als PIM mit diesem zusammen verkauft.
Bei dem E-Mail- und Newsclient Outlook Express handelte es sich trotz der Namensähnlichkeit von Anfang an um ein eigenständiges Programm.
Der Datenschutz ist in der neuen Version stark eingeschränkt, da das neue Outlook Passwörter, E-Mails und andere Daten an Microsoft sendet. Ebenso fehlen viele essentiellen Funktionen. Das bisherige Outlook wird noch mindestens bis 2026 weiterentwickelt.

## Geschichte
Mit Microsoft Exchange Server 5.5 wurde 1998 Exchange Client, Schedule+ 7.5 und Windows Messaging abgelöst und durch Outlook 8 ersetzt. Diese Version wurde auf verschiedenen Plattformen vertrieben. Mit dem Exchange Server gebündelt erschien Outlook sowohl für Windows 3.1x als auch für die 32-Bit-Windows-Betriebssysteme, dazu kamen Outlook for MS-DOS und Outlook für Macintosh.
Während Outlook für MS-DOS, Mac OS und für 16-Bit-Windows-Systeme nur das Exchange-Protokoll unterstützten, unterstützte die 32-Bit-Windows-Version auch das POP3/SMTP- und das IMAP-Protokoll. Die 32-Bit-Version lag dem Softwarepaket Office 97 bei und trug dementsprechend den Namen Outlook 97.
Auf Outlook 97 folgten auf Windows-Ebene Outlook 98 (Outlook 8.5), Outlook 2000 (Outlook 9), Outlook XP (auch „Outlook 2002“; Outlook 10) und Outlook 2003 (Outlook 11). Um den Jahreswechsel 2006/2007 erschien Office 2007, in dem Outlook 2007 (Outlook 12) enthalten ist. Mitte 2010 kam Office 2010 auf den Markt, das Outlook 2010 (Outlook 14) enthält.
Während die Entwicklung der DOS- und der 16-Bit-Windows-Version eingestellt wurden, erschien für Mac OS im Oktober 2001 Entourage, welches das POP3/SMTP und das IMAP-Protokoll unterstützte. Die letzte Mac-OS-Classic-Version von Outlook als Exchange-Client war Outlook 2001.
Ab Office:Mac 2004 unterstützte Entourage 2004 auch Microsoft Exchange-Server (ohne Aufgaben und Notizen).
Danach erschien mit Office:Mac 2008 die letzte Entourage Version. Ab Office:Mac 2011 wurde das in einigen Versionen enthaltene E-Mail-Programm wieder in Outlook umbenannt. Diese Version unterstützt mittlerweile auch die komplette Anbindung an einen Exchange-Server (ab Exchange 2007 SP1 RU4).

### Outlook New
Im Januar 2021 kündigte Microsoft seine „One Outlook“-Vision an, um alle Desktop-Clients durch einen, systemübergreifenden Client zu ersetzen, der überall gleich funktioniert. Ab Mai 2022 war diese Version von Outlook für Benutzer des Betakanals verfügbar, und ab April 2023 ist sie kostenlos im Windows App Store erhältlich, ein kostenpflichtiges Microsoft 365 Konto ist somit nicht mehr erforderlich. Am 1. August 2024 wurde die allgemeine Verfügbarkeit für Windows, macOS, Android und iOS bekanntgegeben und zeitgleich das Supportende für das ältere Outlook 365, zuvor in Outlook Classic umbenannt, für 2029 verkündet. Bis Ende 2024 wird auch der mitgelieferte E-Mail-Client „Mail und Kalender“ unter Windows 10 und Windows 11 mit dieser Version ersetzt und ist fortan das Standardprogramm für E-Mails unter Windows.
Dieses neue Outlook für Windows basiert auf aktuellen Outlook Web Apps. Der größte Unterschied zwischen dieser Version und früheren Desktop-Versionen besteht darin, dass diese neue Version nicht Microsoft Word als Rendering-Engine verwendet, sondern stattdessen eine Webbrowser-Engine.

## Funktionsweise (Windows 32-/64-Bit)
Outlook speichert einzelne E-Mails, einschließlich Anhängen und Terminen, unverschlüsselt und nicht komprimiert im Containerformat Microsoft Exchange mail document (.msg). Die Gesamtheit der Mitteilungen (E-Mails, Kalender, Kontakte etc.) legt es in Personal-Store-Dateien (.pst) ab. Bis Outlook 2002 war diese auf 2 GB begrenzt. Ab der Version Outlook 2003 kann die PST-Datei in einem Unicode-Format gespeichert werden und ist in diesem Modus nicht mehr auf eine bestimmte Größe begrenzt. Outlook-Versionen, die älter als Outlook 2003 sind, können mit diesen Unicode-PST-Dateien nicht arbeiten. IMAP-Ordner sind erst seit Outlook 2007 Unicode-fähig.
Die Outlook-Produktreihe, wie auch die neueste Entourage-Version, spielen ihre vollen Funktionsmöglichkeiten im Netzwerk mit einem Microsoft-Exchange-Server im Hintergrund aus. Der Microsoft-Exchange-Server speichert alle Daten zentral in Datenbanken ab, weil die Vernetzung von PST-Dateien als Standardfunktion nicht möglich ist. Das Produkt bietet dann auch Groupware an. Seit 2001 gibt es Alternativen zum Exchange-Server, die PST-Dateien oder einzelne Ordner davon synchronisieren (Outlook-Synchronisation) können oder die gemeinsame Nutzung von Outlook-Daten im Netzwerk anbieten, ohne dass sich der Anwender in die Kosten eines komplexen Server-Systems zu stürzen braucht.
Bei den Microsoft-Exchange-Server-Alternativen muss man zwischen typischen Synchronisationsprogrammen unterscheiden, welche das Netzwerk belasten, und solchen, die wie der Microsoft Exchange-Server oder das IBM Notes/Domino von IBM eigene, sogenannte Store Provider sind. Sämtliche Outlook-Ordner-Elemente sind hier in Echtzeit auf allen Arbeitsstationen verfügbar.
Der Versand von E-Mails, häufig auch Unified-Messaging-Funktionen wie integrierter Fax- und SMS-Versand, ist inzwischen sowohl zentral über den Exchange-Server, über Online-Provider als auch Stand-alone und mit den genannten Alternativen möglich.
Mit Hilfe des sogenannten „Project Managers“ des Entourage lassen sich zudem Microsoft-Office-Dokumente im Team verwalten. Eine ähnliche Funktion bietet Outlook ab Version 2003 standardmäßig an, wahlweise als echte Online-Zusammenarbeit mit Hilfe eines Sharepoint-Servers oder durch Bereitstellung der Dokumente in einem Intranet oder durch Mail-Versand der Dokumente. Entourage enthält zudem einen Newsreader.
Die Datenmigration lokal gespeicherter Daten zwischen Outlook (Windows) und Entourage (Mac OS) ist nicht oder bestenfalls mit Einschränkungen mittels Exchange-Server oder Drittprogrammen möglich. Mit Outlook 2011 für Mac ist eine Funktion, mit der lokale Daten aus Outlook für Windows importiert und verwendet werden können, integriert worden.

## Konformität mit Webstandards
Bis inklusive Outlook 2003 wurde die Layout Engine Trident aus dem Internet Explorer verwendet um E-Mails anzuzeigen. Mit Outlook 2007 wurde auf die Engine von Microsoft Word gewechselt. Dadurch werden, im Gegensatz zu anderen E-Mail-Clients, die Cascading-Style-Sheet-Spezifikationen aus 1996 und 1998 nicht unterstützt und die Darstellungsmöglichkeiten in Outlook stark eingeschränkt. Viele Styling-Anweisungen können nur mit bestimmten HTML-Elementen verwendet werden, während bereits überholte HTML-Attribute dabei helfen, die gewünschte Darstellung in Outlook zu erreichen.
Dies führt dazu, dass E-Mails aus geschachtelten HTML-Tabellen erstellt werden, da Outlook die angegebene Höhe und Breite dieser Elemente und Unterelemente beachtet.
Es wurden seitdem keine Verbesserungen zu einem standardkonformen E-Mail-Client vorgenommen.
Outlook für macOS unterstützt im Gegensatz zur Windows-Variante die meisten CSS-Spezifikationen.

## Leistungsumfang
Outlook und Entourage unterstützen die Verwaltung mehrerer E-Mail-Konten über eine Oberfläche; die Konten können über POP3, IMAP4 bzw. über Exchange-RPC angesteuert werden. Neben der E-Mail-Funktion ist die Terminverwaltung die im betrieblichen Umfeld am intensivsten genutzte Funktion von Outlook/Entourage. Um hierbei die gesamte Funktionalität von Outlook/Entourage nutzen zu können, ist der Betrieb eines Exchange-Servers erforderlich. Über diesen können automatisch Besprechungen und andere Termine mit mehreren Teilnehmern geplant werden, indem der Outlook/Entourage-Client die Terminkalender aller Teilnehmer vergleicht und mögliche Terminüberschneidungen anzeigt. Gleichzeitig können unter Outlook/Entourage Ressourcen (z. B. Räume oder Geräte) reserviert werden.
PDAs und Smartphones lassen sich mit Outlook synchronisieren, so dass der Benutzer auch unterwegs Termine eintragen bzw. sich an Termine erinnern lassen kann. Sofern das Gerät unter einem Windows-CE-basierten Betriebssystem läuft, geschieht dies mittels des Hilfsprogramms ActiveSync. Für Palm-PDAs wird neben HotSync eine Zusatzsoftware benötigt. Entourage kann mit Hilfe von iSync mit mobilen Geräten kommunizieren.
Beim Mailversand über SMTP verletzt Outlook die Protokollspezifikation, indem es in einigen Kommandos unzulässigerweise Leerzeichen einfügt. Die meisten Mailserver sehen über diese weit verbreitete Protokollverletzung jedoch hinweg, so dass nur selten Probleme durch dieses Fehlverhalten auftreten.
Des Weiteren bietet Outlook umfangreiche Kontakt-Datenbanken, Kalender-Funktionen sowie Notizen- und Aufgaben-Verwaltung unter einer Oberfläche. Die Anwendungen sind dabei miteinander verzahnt und ermöglichen so z. B., das Geburtsdatum eines Kontaktes automatisch in den Kalender zu integrieren.
Ergänzend stellte Microsoft mit dem Business Contact Manager eine teurere Version zur professionellen Kontakt- und Terminverwaltung zur Verfügung. 2017 wurde dieser durch den cloudbasierten Outlook Customer Manager ersetzt und durch viele Funktionen erweitert.

## Automatisierung und Sicherheit
Outlook lässt sich mittels VBA und OLE, Entourage mit VBA und AppleScript automatisieren und erweitern. Dies ermöglichte (zusammen mit den damaligen Standard-Sicherheitseinstellungen) die massive Verbreitung der Computerwürmer Melissa (1999) und Loveletter (2000).
Phishing-E-Mails werden zu einer immer größeren Belastung für Computernutzer. Phishing ist der Versuch, mit täuschend echt aussehenden, gefälschten E-Mails vertrauliche Daten auszuspionieren. Für MS Outlook gibt es die Möglichkeit, sich unter Umständen vor Phishing-E-Mails zu schützen. Hierzu wird eine Symbolleiste in MS Outlook eingebunden; jede eingehende E-Mail kann mit den Werkzeugen auf gefährliche Verweise und verdächtige Header hin überprüft werden. Das Programm Delphish ist kostenlos verfügbar und versetzt den Nutzer entweder in die Lage, eigenständig eine Entscheidung über ein mögliches Phishing zu treffen, oder es stuft E-Mails automatisch auf eine Phishing-Gefahr ein. Bei der automatischen Einstufung wird auf eine Datenbank mit bisher bekanntgewordenen Phishing-E-Mails zurückgegriffen, oder die Links in der E-Mail werden auf verdächtige Merkmale hin überprüft.
Aufgrund der massiven Verbreitung von Würmern über Outlook werden bei Zugriffen auf Adressen und anderen sicherheitsrelevanten Eigenschaften durch Skripte teilweise Sicherheitsabfragen an den Nutzer gestellt. Dadurch soll sichergestellt werden, dass das Geschehen (z. B. das Versenden von Mails oder das Nachladen von Code per Zugriff auf weitere Websites) ein vom Nutzer erwünschtes Verhalten ist.
Diese von Microsoft als Object Model Guard bezeichnete Technik wurde mit einem Update für Outlook 2000 erstmals veröffentlicht und gehört seit Outlook 2002 zum normalen Funktionsumfang.

## Erweiterbarkeit
Seit Outlook 97 ist es möglich, den Funktionsumfang durch Exchange Client Extensions zu erweitern, was bei Outlook 2010 wieder abgeschafft wurde. Outlook 2000 führte eine COM-basierte Erweiterungsmöglichkeit für sogenannte Outlook AddIns ein, die die Möglichkeiten durch die Bereitstellung des Outlook Object Model stark erweiterte.
Solche Erweiterungen ermöglichen es, viele Aufgaben zu erledigen, die in Outlook sonst nicht umsetzbar wären. So existieren Erweiterungen, die von einzelnen Nutzern zur Erhöhung der Produktivität genutzt werden, aber auch unternehmensspezifische Lösungen, die die Einbindung in die Geschäftsprozesse verbessern. Der Umfang der vorhandenen Erweiterungen reicht vom Export von Kontakten und Mails zu anderen Formaten bis hin zum bequemen Anfordern von Ressourcen wie z. B. Konferenzräumen in Firmenumgebungen oder auch der Erweiterung der maximalen Dateigröße für Outlook-Anhänge. Diese ist standardmäßig, und aus Sicherheitsgründen, auf ein Limit von 20 MB beschränkt. Allerdings lässt es sich durch über den Windows-Registrierungseditor (auch Regedit genannt), verschiedene Cloud-Speicherdienste bzw. Packprogramme (z. B. WinRAR, WinZip) oder dem kostenpflichtigen Tool Kutools erweitern.
Im Mai 2010 gab Microsoft bekannt, das Outlook-Format offenzulegen. Hiermit wurde der Zugriff dritter Anwendungen wie der libpst-Library der Zugriff auf den PST-Ordner des Programms ermöglicht und die eigene Interoperabilitätsstrategie umgesetzt.

## Outlook.com
Der Webmail-Dienst Outlook.com wurde von Microsoft am 31. Juli 2012 gestartet und ersetzte zum Frühjahr 2013 Hotmail. Mit Outlook.com wollte Microsoft eine stärkere Konkurrenz zu Googles Mail-Angebot Gmail zur Verfügung stellen. Heute (Stand 2022) nutzen etwa 1,5 Milliarden Menschen Gmail, circa 400 Millionen verwenden Outlook.